# The Cross -愛の十字架-
「the Cross -愛の十字架-」（ザ・クロス あいのじゅうじか）は、1986年9月3日に発売された本田美奈子の8枚目のシングル。

## 解説
本作と同月発売のアルバム『CANCEL』にもゲスト参加したゲイリー・ムーアが書き下ろした楽曲。セルフカバーとして1986年10月に「クライング・イン・ザ・シャドウ」というタイトルでシングルとしてリリースされ、後にアルバム『ワイルド・フロンティア』のCDにのみ収録された。

## 収録曲
（全編曲：Guy Fletcher）
1. the Cross -愛の十字架-
作詞・作曲：Gary Moore／日本語詞：秋元康
2. HEARTBEAT AWAY
作詞・作曲：Tom Farmer, David Farmer, Eddy Golga

## 収録アルバム
- the Cross -愛の十字架- 
  - MINAKO COLLECTION （1986年12月20日）
  - ゴールデンベスト ニューベストナウ （1987年6月5日）
  - DISPA 1987 （1988年1月25日） - ライブバージョン
  - Look over my shoulder （1988年10月26日）
  - バラード・コレクション（1989年6月7日）
  - best now （1989年9月13日,1990年11月14日）
  - Big Artist Best Collection （1994年12月7日）
  - TWIN BEST （1998年5月13日）
  - 2000 millennium BEST （2000年5月24日）
  - GOLDEN☆BEST 本田美奈子 （2003年6月25日）
  - 本田美奈子BOX （2004年12月15日）
  - NEW BEST 1500 （2005年8月24日）
  - Anthem Of Life 〜Sweet Ballads Best〜 （2007年10月24日）
  - ゴールデン☆アイドル 本田美奈子 (2014年7月30日)
  - エッセンシャル・ベスト 1200 本田美奈子 (2018年3月21日)

- HEARTBEAT AWAY
  - DISPA 1987 （1988年1月25日） - ライブバージョン
  - 本田美奈子BOX （2004年12月15日）
  - ゴールデン☆アイドル 本田美奈子 (2014年7月30日)

## TV
- アイドルオンステージ
- 歌のトップテン
- 歌謡ドッキリ大放送
- 歌謡びんびんハウス
- クイズ・ドレミファドン!
- 決定!'87ミスユニバース日本代表
- ザ・ベストテン
- 新宿音楽祭
- スーパージョッキー
- スターどっきり（秘）報告
- ミュージックステーション
- ミュージックフェア
- ヤング歌謡大賞・新人グランプリ
- ヤングスタジオ101
- 夜のヒットスタジオDELUXE
- 夢の乱入者

## カバー
the Cross -愛の十字架-
- ヨリンダ・ヤン - 1987年のミニアルバム『狠心女子』、フルアルバム『甄楚倩 無伴的舞』に収録。歌詞は広東語でタイトルは「狠心女子」。